# Semnoderes armiger
Espèce
Semnoderes armiger est une espèce de kinorhynches de la famille des Semnoderidae.

## Distribution
Cette espèce interstitielle a été observée sur les côtes de l'océan Atlantique Nord, de la mer Méditerranée et de la mer Baltique.

## Publication originale
- Zelinka, 1928 : Monographie der Echinodera. Wilhelm Engelmann, Leipzig, p. 1-396.